# Karagen

Struktury różnych typów karagenów

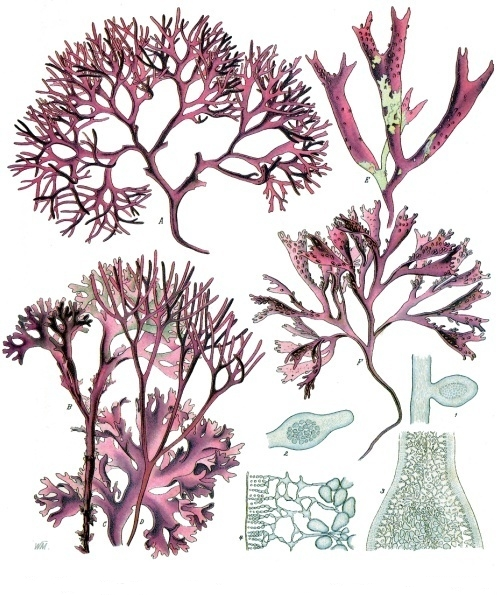
Chrząstnica kędzierzawa

Karagen (CGN) − rodzaj polisacharydów ekstrahowanych z czerwonych wodorostów zawierających w swej strukturze liczne grupy siarczanowe. Stanowią surowiec spożywczy używany do wytwarzania galaret i żeli. W jego skład wchodzi przede wszystkim śluz, którego głównym składnikiem jest karagenina, a także inne polisacharydy i niewielkie ilości jodu oraz bromu. Karagen odznacza się dużą aktywnością biologiczną (jest m.in. immunostymulatorem). Surowcem do produkcji karagenu jest chrząstnica kędzierzawa, krasnorost określany potocznie jako mech irlandzki (Chondrus crispus).
Symbol karagenu jako dodatku do żywności to E407.

## Zastosowanie
Karagen jest wykorzystywany w przemyśle spożywczym w charakterze substancji zagęszczającej, a także stabilizującej zawiesiny i emulsje. Jest on używany m.in. w celu zmniejszenia sedymentacji kakao, mleka skondensowanego oraz innych napojów. Karagen jest stosowany również jako czynnik żelujący przy wyrobie dżemów i deserów o zmniejszonej zawartości cukru. Roztwory zawierające powyżej 3% karageniny tworzą po oziębieniu żele, które po lekkim ogrzaniu przechodzą w stan płynny. Surowiec wykorzystywany jest również w przemyśle farmaceutycznym jako środek śluzowy, powlekający i osłaniający, również jako emulgator i środek spęczniający w preparatyce farmaceutycznej.
Zawarte w wysuszonych plechach karageniny są używane w chorobie wrzodowej.

## Toksyczność
Karagen wykorzystywany jest w przemyśle spożywczym i farmaceutycznym i powszechnie uważany jest za nieszkodliwy. Jednak jego rola w metabolizmie i fizykochemia nie zostały jeszcze (2018) w pełni zbadane.